# Rogier Stoffers
Rogier Stoffers (Utrecht, 9 november 1961) is een Nederlandse cameraman.

## Levensloop
Stoffers studeerde Frans, cinematografie en theaterwetenschap aan de Universiteit Utrecht en een studie cinematografie aan de Nederlandse Filmacademie. Tijdens zijn studie ontmoette hij filmregisseur Mike van Diem, waarmee hij later een samenwerking had aan de films Alaska en Karakter. Mede door de laatstgenoemde film die ook internationaal succesvol werd ontvangen, verhuisde hij naar Hollywood, waarmee zijn eerste Amerikaanse film als director of photography daar was Quills uit 2000. Stoffers werkt sindsdien onafgebroken aan buitenlandse filmproducties, met uitzondering van de film De surprise van Mike van Diem en de film Brimstone van Martin Koolhoven.
In 1999 won hij voor zijn camerawerk (1994-1999) een Gouden Kalf met de Vakprijs Camera op het Nederlands Film Festival. Met de Europese filmprijzen werd hij met de film Mongol in 2008 genomineerd voor beste cinematografie. Ook ontving hij met de HBO biopic Hemingway & Gellhorn in 2012 een Emmy Award-nominatie voor beste camerawerk in de categorie: miniserie of film. Stoffers is sinds 2009 lid van de American Society of Cinematographers (A.S.C.).

## Filmografie
- 1989: Alaska
- 1992: Sjans (televisieserie)
- 1993: Pleidooi (televisieserie)
- 1996: Tijd van leven (televisieserie)
- 1996: In naam der koningin (televisieserie)
- 1997: Karakter
- 1997: Liefdesgasten
- 1998: fl. 19,99
- 1999: De man met de hond
- 1999: Unter den Palmen
- 2000: Quills
- 2002: John Q
- 2003: Masked and Anonymous
- 2003: School of Rock
- 2005: Bad News Bears
- 2007: Disturbia
- 2007: Mongol
- 2008: The Secret Life of Bees
- 2008: Lakeview Terrace
- 2009: Balls Out: Gary the Tennis Coach
- 2010: Death at a Funeral
- 2011: No Strings Attached
- 2012: The Vow
- 2012: Hemingway & Gellhorn (HBO film)
- 2012: Branded
- 2013: The Host (director of photography: Los Angeles)
- 2013: Some Velvet Morning
- 2013: What If
- 2014: 10 Things I Hate About Life
- 2015: Careful What You Wish For
- 2015: Dirty Weekend
- 2015: De surprise
- 2016: Brimstone (Gouden Kalf 2017)
- 2016: The Disappointments Room
- 2018: Every Day
- 2018: Death Wish
- 2018: The House with a Clock in Its Walls
- 2019: A Dog's Journey
- 2020: Work It
- 2022: Redeeming Love
- 2024: Borderlands